# Eliseo Prado
Eliseo Prado (Buenos Aires, 17 de setembro de 1929 - 10 de fevereiro de 2016) foi um ex-futebolista argentino que competiu na Copa do Mundo FIFA de 1958.
Prado foi um dos maiores ídolos do River Plate. Jogador versátil, atuava em posições tão distintas quanto atacante e lateral-direito, chutava bem com os dois pés, além de ser ótimo armador e finalizador.
Integrava a chamada La Maquinita, o bom time riverplatense da década de 1950, ao lado de Amadeo Carrizo, Walter Gómez, Santiago Vernazza, Ángel Labruna, Omar Sívori e Félix Loustau, dentre outros; o nome era uma alusão a La Máquina, celebrado elenco que a equipe teve na década anterior. 
Prado, que também era dentista (formou-se em odontologia em 1954, depois de uma rotina de estudos à noite e treinamentos três vezes por semana nos dias úteis ) foi o artilheiro do campeonato argentino de 1953, certame que ele venceu cinco vezes com o River.